# لويز ستيوارت
لويز ستيوارت (بالإنجليزية: Louise Stuart)‏ هي عداءة سريعة بريطانية، ولدت في 18 مايو 1967 في ميدلزبرة في المملكة المتحدة.

## وصلات خارجية
- لويز ستيوارت على موقع الاتحاد الدولي لألعاب القوى (الإنجليزية)
- لويز ستيوارت على موقع أوليمبيديا (الإنجليزية)
- لويز ستيوارت على موقع اللجنة الأولمبية البريطانية (الإنجليزية)